# OGLE-TR-10 b
OGLE-TR-10 b는 OGLE-TR-10 주위를 돌고 있는 외계 행성이다.
이 행성은 OGLE 연구를 통해 2002년에 처음으로 발견되었다. 어머니 항성 OGLE-TR-10은 3일 주기로 약간씩 어두워지고 있었다. 광도곡선은 통과법을 통해 최초로 발견되었던 HD 209458b과 비슷했다. 그러나 적색 왜성이나 갈색 왜성이 행성처럼 보일 수도 있었기 때문에 시선 속도법을 이용해서 질량을 측정할 필요가 있었다. 2004년 말 OGLE-TR-10b는 OGLE이 발견한 다섯 번째 행성이 되었다.
이 행성은 전형적인 ‘뜨거운 목성’으로, 질량은 목성의 절반 정도에 항성으로부터의 거리는 지구~태양 거리의 약 24분의 1에 불과하다. 1공전주기는 3일이다. 이 행성의 반지름은 목성보다 약간 더 큰 것으로 생각되는데, 이는 뜨거운 열기 때문에 대기가 팽창해 있기 때문이다.

## 참고 문헌
- Udalski;  외. (2002). “The Optical Gravitational Lensing Experiment. Search for Planetary and Low-Luminosity Object Transits in the Galactic Disk. Results of 2001 Campaign”. 《Acta Astronomica》 52: 1.(웹 인쇄본)
- Konacki;  외. (2005). “A Transiting Extrasolar Giant Planet around the Star OGLE-TR-10”. 《The Astrophysical Journal》 624: 372 – 377. doi:10.1086/429127.[깨진 링크(과거 내용 찾기)] (웹 인쇄본)
- Pont;  외. (2007). “The "666" collaboration on OGLE transits I. Accurate radius of the planets OGLE-TR-10b and OGLE-TR-56b with VLT deconvolution photometry” (abstract). 《Astronomy and Astrophysics》 465: 1069 – 1074. doi:10.1051/0004-6361:20066645.(웹 인쇄본)